# نوبة انعكاسية
النوبات الانعكاسية هي نوبات صرع تحدث عند التعرض لمؤثر/ منبه معين، وهو ما يُميزها عن نوبات الصرع المعتادة الشائعة التي تحدث عادة دون وجود مؤثرات خارجة، وتشبه النوبة الانعكاسية نوبة الصرع المعتاد، كما أنها قد تكون نوبة جزئية، معممة، رمعية، أو نوبة مصحوبة بغيبة. وفي حالة تكرار النوبات الانعكاسية فإنها تُعرف باسم الصرع الانعكاسي. غالبًا ما تأخذ النوبات التي يُثيرها الضوء شكل نوبات رمعية أو مصحوبة بغيبة أو جزئية في الفص القذالي، بينما تأخذ النوبات التي تُثيرها الموسيقى شكل نوبات جزئية في الفص الصدغي.
تتنوع المؤثرات (المحفزات) الخارجية بشكل كبير، وتُمثل الأضواء الوامضة أكثرها شيوعًا (75 إلى 80٪)، والتي تؤدي إلى حدوث نوبات حساسة للضوء، ويُعتقد أن الصرع الانعكاسي هو صرع وراثي في الأصل، ويعتمد نمط الوراثة فيه على نوع الصرع الانعكاسي، فيما تفتقر بعض الأنواع إلى نمط وراثي جيني محدد، فعلى سبيل المثال يُعتقد أن الصرع الضوئي يتبع نمطًا جسميًا سائدًا مع نفوذية غير كاملة، في حين أن النوبات التي تُسببها مؤثرات الحس العميق لا تتبع نمط وراثي يمكن ملاحظته. تتضمن الآلية الأساسية لهذه النوبات تحفيز المؤثر الخارجي لشبكة من الخلايا العصبية.
يتضمن علاج الصرع الانعكاسي بشكل عام تقليل التعرض للمؤثر المسبب له، بجانب تناول الأدوية المضادة للصرع،  ويُعتبر الصرع الانعكاسي نادرا نسبيًا، حيث يُشكل حوالي 5٪ من متلازمات الصرع.

## العلامات والأعراض
يمكن أن تكون النوبات الانعكاسية إما نوبات صرع معمة أو جزئية أو كليهما،  وقد يكون هناك اختلاف كبير في نوع النوبة المستحثة بسبب مؤثر معين، فمثلا قد تسبب القراءة (كمؤثر خارجي) هزات رمعية في الفك، أو نوبات جزئية في مناطق الدماغ المسؤولة عن القراءة. وبشكل عام فإن النوبات المعممة تعتبر أكثر شيوعًا من النوبات الجزئية. 

## الأسباب
على الرغم الاعتقاد بأن النوبات الانعكاسية لها مكون وراثي، إلا أن الجينات المسؤولة عنه غير واضحة، وتشمل بعض الجينات ذات الأهمية:
| النوع                 | نمط الوراثة                                | الجينات ذات الأهمية                       |
| --------------------- | ------------------------------------------ | ----------------------------------------- |
| الضوء                 | السيادة                                    | 6p21 7q32 13q31 16p13                     |
| الموسيقى              | لا يوجد، أو يتداخل مع الصرع الوراثي النادر | LGI1SCN1A                                 |
| التفكير               | يتداخل مع الصرع المعمم مجهول السبب         | لا يوجد                                   |
| تناول الطعام          | غير معروف                                  | MECP2                                     |
| الماء الساخن          | السيادة                                    | 10q21.3 –22.3 4q24 – q28 Synapsin 1 GPR56 |
| القراءة               | السيادة مع نفوذية غير كاملة                | لا يوجد                                   |
| النشوة الجنسية        | لا يوجد                                    | لا يوجد                                   |
| مستحث بالحركاة        | لا يوجد                                    | لا يوجد                                   |
| مستحث بالإحساس الجسدي | غير معروف                                  | لا يوجد                                   |

## العلاج
يتضمن علاج الصرع الانعكاسي بشكل عام تقليل التعرض للمؤثرات وكذلك الأدوية المضادة للصرع،   ويعتمد العلاج المخص على كل من طبيعة الشخص ونوع المؤثر. على سبيل المثال، في الصرع الحساس للضوء قد يعتمد بعض المرضى على عدم التعرض للمؤثر فقط، بينما يحتاج آخرون إلى تناول الأدوية المضادة للصرع، والذي يتوقف نوعها على نوع النوبات التي يعاني منها المريض.